# Homens de Kibish

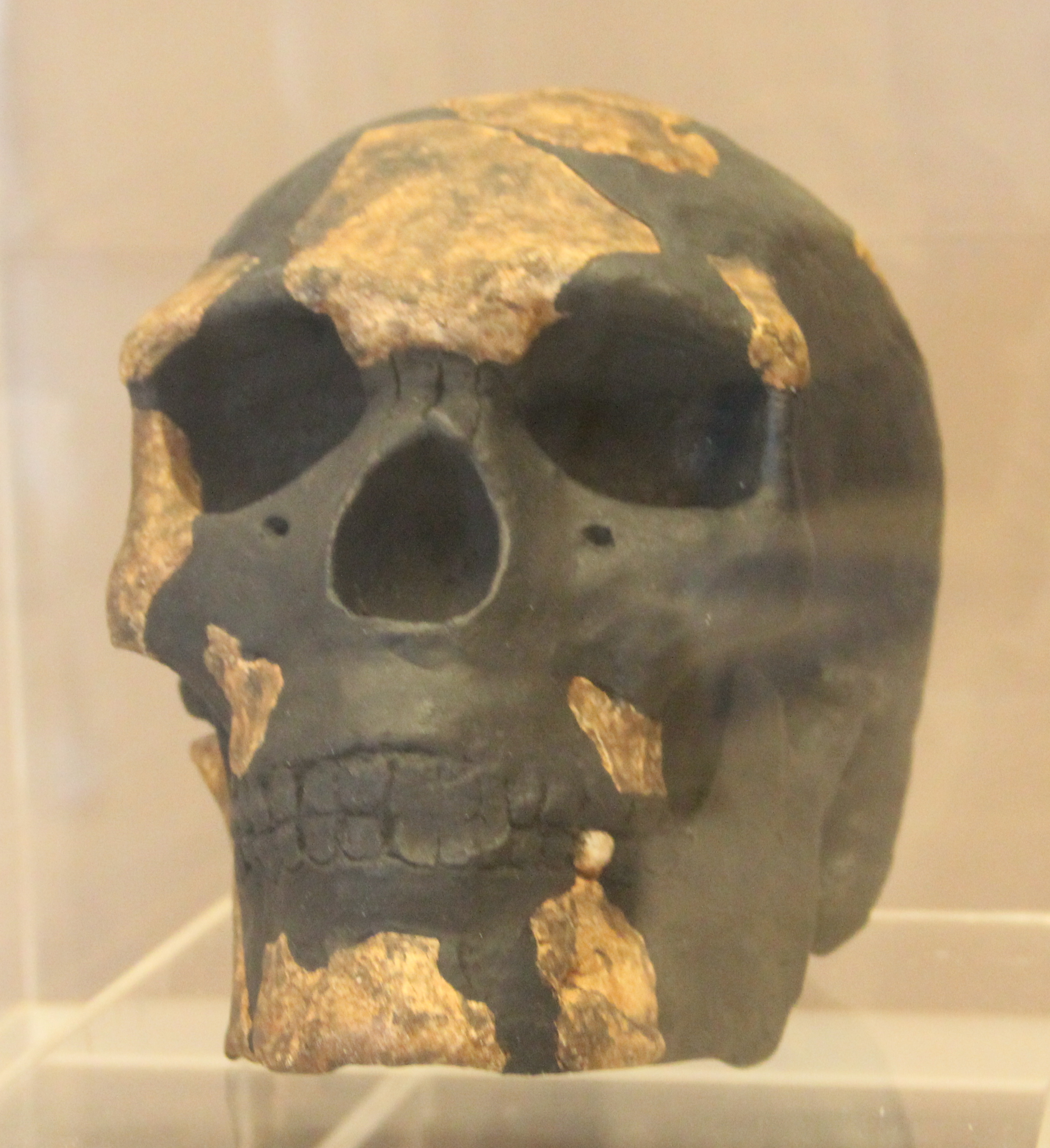

Os homens de Kibish são fósseis de Homo sapiens arcaico, encontrados na formação rochosa de Kibish, vale do rio Omo, no sul da Etiópia, descobertos em 1967 por Richard Leakey. Foram encontrados um crânio incompleto (sem o rosto) e partes do esqueleto (ossos dos braços, pernas, pés e a pelvis), de um indivíduo denominado Omo I. Também foram achadas as partes frontal e traseira de outro crânio, que designaram Omo II.
Omo I tinha a aparência de um humano moderno, com uma capacidade craniana de 1.400 centímetros cúbicos. Omo II tem traço aparentemente mais antigo e se discute se pertence a outra espécie (Homo rhodesiensis) ou se reflete a variabilidade dentro da mesma.
Estes fósseis foram datados inicialmente em 130.000 anos com uma técnica baseada na análise da desintegração do urânio-238 e tório-238, em conchas de ostras próximas dos crânios.
Após uma exploração realizada entre 1999 e 2003 na que foram encontrados parte do fêmur e outros restos de Omo I, assim como ferramentas de pedra, se realizou uma nova datação mediante a determinação dos isótopos radioativos de argônio, aplicada aos cristais minerais na cinza vulcânica encontrada nas camadas superiores e inferiores dos sedimentos do rio que continham os ossos. Esta datação teria determinado que tanto os fósseis de Omo I como os de Omo II estavam no mesmo nível geológico e tinham essencialmente a mesma idade, que se estimou em 195.000 anos, o que representa os fósseis de Homo sapiens mais antigos conhecidos até a data, e fazem retroceder a aparição de nossa espécie em 35.000 anos. Este estudo foi  realizado por Ian McDougall, da Universidade Nacional da Austrália em Canberra, e John Fleagle, da Universidad de Stony Brook em Nova York.
A situação dos fósseis no terreno permite deduzir que já naquele tempo havia algum tipo de comportamento funerário. Anteriormente se haviam encontrado indícios de que o Homo sapiens idaltu, 35.000 anos posterior, exercia alguma manipulação cultural dos corpos posteriormente a morte.
O estudo destes fósseis é relacionado por alguns autores com as questões envolvidas nas hipóteses da da origem única e da evolução multirregional para o Homo sapiens.